# Dmitry Poloz
Dmitry Poloz (Stavropol, 12 de julho de 1991), é um futebolista profissional russo que atua como atacante. Atualmente, joga pelo Rubin Kazan, emprestado pelo Zenit.

## Carreira

### FC Lokomotiv Moscow
Dmitry Poloz se profissionalizou no Lokomotiv Moscow, em 2009, no clube atuou até 2011.

### Rostov
Em 2012, assinou com o FC Rostov, em março fez sua estreia contra o Terek Grozny, e o seu primeiro gol foi contra o Krasnodar.

### Zenit
Em junho de 2017, Poloz, assinou com o Zenit, em um acordo de três anos.

### Rubin Kazan
Dmitry Poloz se transferiu para o Rubin Kazan, em 2018, por empréstimo.

## Títulos
Rostov
- Copa da Rússia: 2013–14